# Dendronephthya aurora
Dendronephthya aurora is een zachte koraalsoort uit de familie Nephtheidae. De koraalsoort komt uit het geslacht Dendronephthya. Dendronephthya aurora werd in 1887 voor het eerst wetenschappelijk beschreven door Ridley. 